# Grand Prix Gazipaşa
Le Grand Prix Gazipaşa est une course cycliste turque disputée au mois de février entre Gazipaşa et Kahyalar dans la province d'Antalya. La course est organisée pour la première fois en 2019 et fait partie de l'UCI Europe Tour dans la catégorie 1.2. Cette course est également disputée par les féminines, sur une distance plus courte.

## Palmarès
| Année | Vainqueur          | Deuxième         | Troisième       |
| ----- | ------------------ | ---------------- | --------------- |
| 2019  | Branislau Samoilau | Gian Friesecke   | Márton Dina     |
| 2020  | Mamyr Stash        | Yauheni Karaliok | Alan Banaszek   |
| 2021  | Raman Tsishkou     | Mamyr Stash      | Alan Banaszek   |
| 2022  | Onur Balkan        | Irwandie Lakasek | Yevgeniy Gidich |